# Чемпионат мира по бобслею 1975
31-й чемпионат мира по бобслею и скелетону прошёл с 15 по 23 февраля 1975 года в городе Червиния (Италия).

## Соревнование двоек
| Золото                                    | Серебро                                   | Бронза                              |
| Джорджо Альвера, Франко Перрюке (4.45,38) | Георг Хайбль, Фриц Ольвертер (+2,12 сек.) | Фриц Люди, Карл Хёсели (+2,97 сек.) |

## Соревнование четвёрок
| Золото                                                         | Серебро                                                                        | Бронза                                                            |
| Эрих Шерер, Петер Шерер, Вернер Камихель, Йозеф Бенц (4.35,46) | Вольфганг Циммерер, Петер Уцшнайдер, Георг Хайбль, Фриц Ольвертер (+1,03 сек.) | Манфред Штенгль, Герт Кренн, Франц Якоб, Армин Вилас (+1,63 сек.) |

## Медальный зачёт
| Место | Страна    | Золото | Серебро | Бронза | Всего |
| ----- | --------- | ------ | ------- | ------ | ----- |
| 1     | Швейцария | 1      | 0       | 1      | 2     |
| 2     | ФРГ       | 0      | 2       | 0      | 2     |
| 3     | Италия    | 1      | 0       | 0      | 1     |
| 4     | Австрия   | 0      | 0       | 1      | 1     |